# 帕拉索夫卡区
帕拉索夫卡区（俄语：Палласовский район）是俄罗斯联邦伏尔加格勒州下辖的一个区，其行政中心为帕拉索夫卡。据2016年统计，该区的人口为40971人。